# 옥편

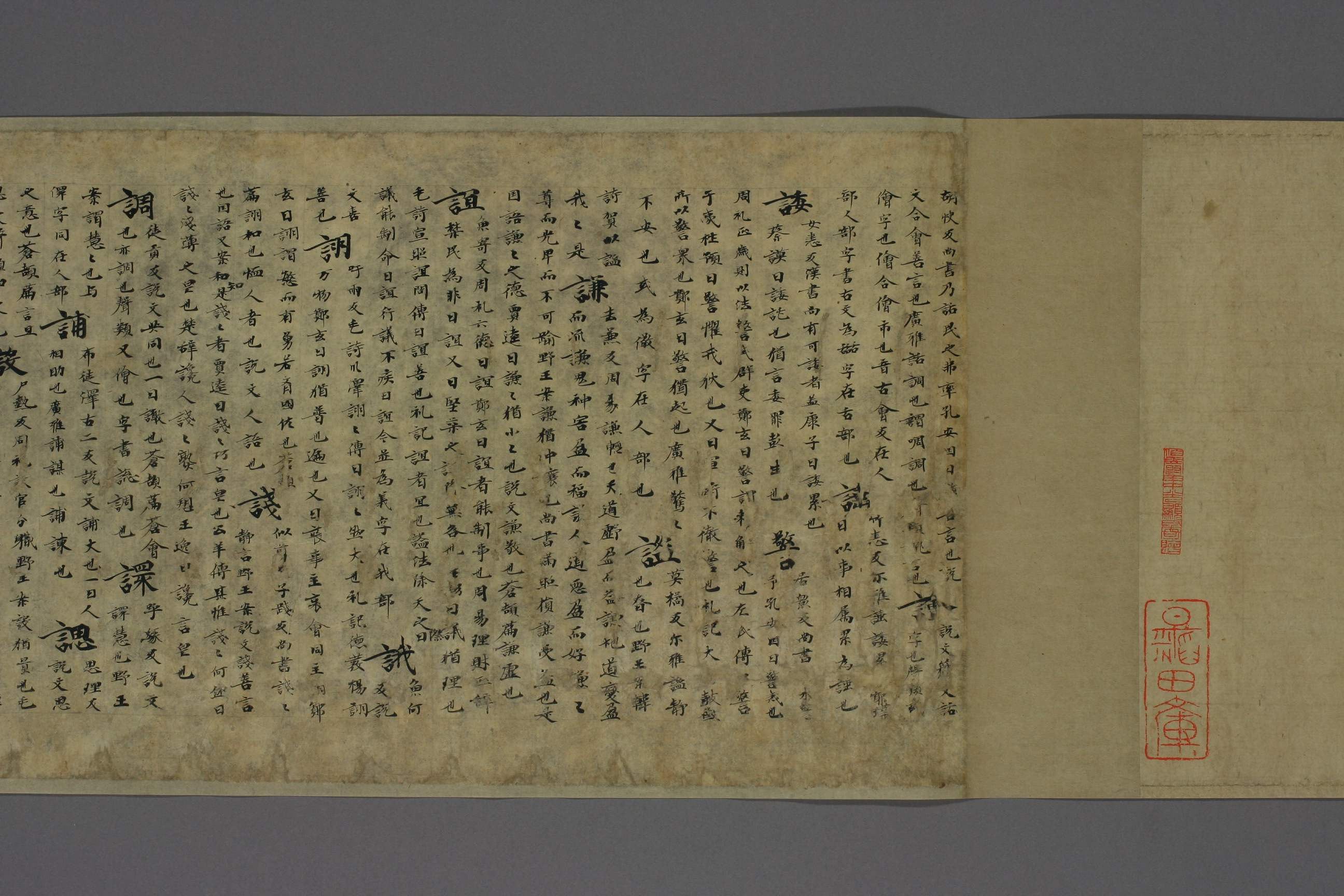

옥편(玉篇)은 중국의 남북조 선거로, 양의 고야왕이 만든 자전이다. 설문해자의 540부수에 조금 더해 542/3 부수 체계로 만들어졌다. 16917자를 실었고 반절로 음운을 표시했다. 현존하는 옥편 원전의 부분으로 추정해볼 때 설문해자나 자림(字林) 등에 비해 뜻풀이나 예문이 풍부하다.
이후 당나라의 손강(孫強)에 의해 자수가 늘었고, 송나라의 진팽년(陳彭年)은 자수를 늘리는 대신 뜻풀이를 줄인 대광익회옥편(大廣益會玉篇)을 썼으나 원본은 대부분 소실되었다. 현존하는 본에는 28989자가 수록되어 있다.
옥편은 한국과 일본에서 큰 영향을 미쳤다. 조선에서는 최세진의 《운회옥편》(韻會玉篇)이 출간되었고 《전운옥편》(全韻玉篇) 등 다수의 옥편이 활용되었다. 현재까지도 한국어에서 옥편이라고 하면 한자사전을 지칭하는 대명사이다. 구카이의 《전예만상명의》(篆隷万象名義)도 원본 옥편의 간략판 정도로 볼 수 있다. 무로마치 시대 초기의 《왜옥편》(倭玉篇)도 대광익회옥편의 영향을 크게 받았다. 왜옥편이라는 말은 에도 시대의 한자사전을 가리키는 대명사로 쓰일 정도였다.